# NGC 1407
NGC 1407 ist eine Elliptische Galaxie vom Hubble-Typ E1 im Sternbild Eridanus am Südsternhimmel. Sie ist schätzungsweise 76 Millionen Lichtjahre von der Milchstraße entfernt, hat einen Durchmesser von etwa 105.000 Lichtjahren und ist Teil des Eridanus-Galaxienhaufens. 
Gemeinsam mit NGC 1359, NGC 1440, NGC 1452, IC 343, IC 346, PGC 13220, PGC 13241 und PGC 13511 bildet sie die NGC 1407-Gruppe (LGG 100).
Das Objekt wurde am 6. Oktober 1785 von dem deutsch-britischen Astronomen Wilhelm Herschel entdeckt.

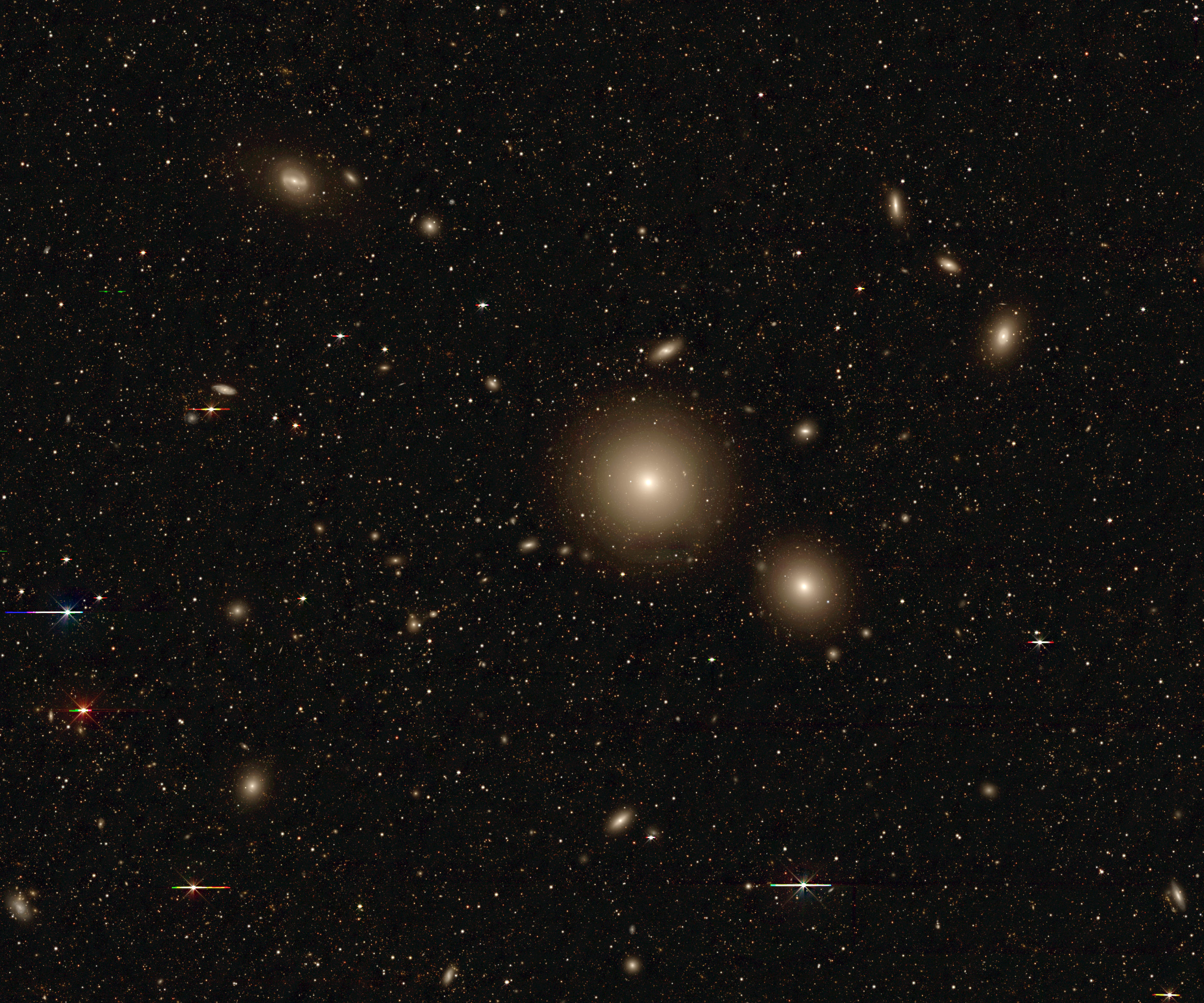
NGC 1407-Gruppe

## NGC 1407-Gruppe (LGG 100)
| Galaxie   | Alternativname | Entfernung / Mio. Lj |
| --------- | -------------- | -------------------- |
| NGC 1407  | PGC 13505      | 76                   |
| NGC 1359  | PGC 13190      | 84                   |
| NGC 1440  | PGC 13752      | 68                   |
| NGC 1452  | PGC 13765      | 74                   |
| IC 343    | PGC 13495      | 79                   |
| IC 346    | PGC 13575      | 89                   |
| PGC 13220 | ESO 548-044    | 72                   |
| PGC 13241 | ESO 548-47     | 68                   |
| PGC 13511 | ESO 548-068    | 72                   |